# 今井樟太郎
今井 樟太郎（いまい しょうたろう、1869年12月（明治2年11月） - 1906年（明治39年）6月5日）は日本のクリスチャン実業家。内村鑑三に師事し、無教会派の活動の中心今井館の由来になった人物。

## 経歴
1869年に大阪に、香料商永広堂の経営者の家に生まれる。沢山保羅の設立した日本組合基督教会天満教会の信者であった。家業を継いで、家業の再興に尽力する。
無教会の指導者内村鑑三が主筆を務めていた『東京独立雑誌』を愛読していた。1900年(明治33年)に同誌が廃刊されたときは同情の手紙を送った。
1900年秋に内村が京都で講演をした時には、今井は初めて内村の講演を聴いて、事業不振で苦境にあった今井は励ましを受けて内村に師事するようになる。その結果事業が好転する。しかし、1906年(明治39年)に今井は38歳で急逝する。
内村鑑三は亡き今井のために、「馨しき人ありたり、馨しき業に従事し、馨しき生涯を送れり、茲に馨しき記念を留む。」との墓碑銘を書いた。
1907年(明治40年)、に天満教会で今井の記念会が開かれた。そこで、内村は「友好の秘儀」と題した講演をした。これがきっかけで、今井の未亡人ノブ（信子）がに1000円の寄付を内村に送った。
この寄付金を元に、内村は東京府豊多摩郡淀橋町柏木（現東京都新宿区）の自邸に聖書講義のための会場を建設した。建物は1907年末に完成して、今井館と呼ばれるようになった。内部は8畳と6畳の2間になっていた。
今井館により角筈聖書研究会にも余裕が生じて、1908年からは『聖書之研究』の1年以上の購読者には出席が認められるようになった。
1908年(明治41年)6月に今井館の開所式を行った。以降、内村の無教会派の拠点として重要な施設になった。墓所は多磨霊園。